# Xenotilapia
Genre
Synonymes
Microdontochromis
Endémique du lac Tanganyika, le genre Xenotilapia appartient à la famille des Cichlidés. Plusieurs espèces pratiquent l'incubation buccale bi-parentale.

## Liste des espèces
Selon FishBase (24 janv. 2017) :
- Xenotilapia albini (Steindachner, 1909)
- Xenotilapia bathyphila Poll, 1956
- Xenotilapia boulengeri (Poll, 1942)
- Xenotilapia burtoni Poll, 1951
- Xenotilapia caudafasciata Poll, 1951
- Xenotilapia flavipinnis Poll, 1985
- Xenotilapia leptura (Boulenger, 1901)
- Xenotilapia longispinis Poll, 1951
- Xenotilapia melanogenys (Boulenger, 1898)
- Xenotilapia nasus De Vos, Risch et Thys van den Audenaerde, 1995
- Xenotilapia nigrolabiata Poll, 1951
- Xenotilapia ochrogenys (Boulenger, 1914)
- Xenotilapia ornatipinnis Boulenger, 1901
- Xenotilapia papilio Büscher, 1990
- Xenotilapia rotundiventralis (Takahashi, Yanagisawa et Nakaya, 1997)
- Xenotilapia sima Boulenger, 1899
- Xenotilapia spiloptera Poll et Stewart, 1975
- Xenotilapia tenuidentata Poll, 1951